# Lycaena boldenarum
Lycaena boldenarum is een vlinder uit de familie van de Lycaenidae. De wetenschappelijke naam van de soort is voor het eerst geldig gepubliceerd in 1862 door Francis Buchanan White.

## Synoniemen
- Chrysophanus tama Fereday, 1878[2]

## Ondersoorten
- Lycaena boldenarum boldenarum
- Lycaena boldenarum caerulea (Salmon, 1946)
- Lycaena boldenarum ianthina (Salmon, 1946)